# Гарда (Бреша)
Гарда је насеље у Италији у округу Бреша, региону Ломбардија.
Према процени из 2011. у насељу је живело 107 становника. Насеље се налази на надморској висини од 1056 м.